# Keilbach (Holzbach)
Der Keilbach ist ein (über seinen längsten Quellast) gut vier Kilometer langer rechter und nordwestlicher Zufluss des Holzbachs im Westerwald.

## Geographie

### Verlauf
Der Keilbach entsteht in Winnen aus mehreren Quellästen. 
Er fließt in südwestlicher Richtung, durchquert Gemünden und mündet dann nach etwa neunhundert Metern in den Holzbach.

### Flusssystem Elbbach
- Fließgewässer im Flusssystem Elbbach